# Skład Sztabu Generalnego Armii Ukraińskiej Republiki Ludowej w sierpniu 1927 roku
Skład Sztabu Generalnego Armii Ukraińskiej Republiki Ludowej, powołany rozkazem Atamana Głównego Ukraińskich Sił Zbrojnych Andrija Liwickiego za zgodą marszałka Polski Józefa Piłsudskiego, stan z dnia 1 sierpnia 1927.
- gen. chor. Marko Bezruczko
- płk Wasyl Czabaniwśkyj
- ppłk Maksym Didkowśkyj
- gen. por. Serhij Diadiusza
- płk Pawło Elhelman
- gen. por. Ołeksa Hałkyn
- gen. por. Hryhorij Januszewśkyj
- gen. por. Petro Jeroszewycz
- gen. chor. Mykoła Jeszczenko
- gen. płk Mykoła Junakiw
- gen. chor. Mykoła Kapustianśkyj
- gen. chor. Wiktor Kuszcz
- płk Ołeksandr Kuźmynśkyj
- gen. chor. Mychajło Peresada-Suchodolśkyj
- gen. chor. Wsewołod Petriw
- gen. por. Ołeksandr Porochowszczykiw
- gen. chor. Wołodymyr Salski
- kontradm. Wołodymyr Sawczenko-Bilski
- płk Wołodymyr Sawczenko
- gen. chor. Wołodymyr Sikewycz
- gen. chor. Wołodymyr Sinkler
- płk Opanas Stefaniw
- płk Borys Sułkowśkyj
- gen. chor. Wasyl Syhariw
- kpt. I rangi Światosław Szramczenko
- gen. chor. Ołeksandr Udowyczenko
- ppłk Serhij Wyszomirśkyj
- kpt. dypl. Mykoła Złobin
- gen. chor. Wsewołod Zmijenko

## Literatura
- Aleksander Kolańczuk - "Ukraińscy generałowie w Polsce, emigranci polityczni w latach 1920-1939. Słownik biograficzny", Przemyśl 2009, ISBN 978-83-60374-11-5